# 오오세 루미코
오오세 루미코(일본어: 大瀬 留美子 오세 루미코[*], 1975년 3월 18일~)는 일본의 작가이다.

## 저서
《ソウル おとなの社会見学》, 亜紀書房, 2022. ISBN 4750517623

## 공저
《경성의 아파트》, 집, 2021. ISBN 9791188679089

## 공역
《여행자의 식사》, 페이퍼스토리, 2022. ISBN 9788998690458